# Colocasia
Colocasia é um género botânico da família das aráceas.
São plantas angiospermicas, nativas da Polinésia, Sudeste asiático e Brasil.
São espécies herbáceas, perenes, com um grande rizoma que pode ser aéreo ou sob a superfície da terra. Apresentam, ainda, folhas grandes que podem alcançar até 150 centímetros de comprimento.

## Espécies
| - Colocasia antiquorum Schott - Colocasia affinis Schott - Colocasia esculenta (L.) Schott - Colocasia formosana Hayata - Colocasia gigantea (Blume) Hook. f. - Colocasia konishii Hayata - Colocasia kotoensis Hayata - Colocasia tonoimo Nakai |